# Rasmus Bjerg
|  | Denne artikel omhandler skuespilleren Rasmus Bjerg. Hovedpersonen i Holbergs Erasmus Montanus hedder Rasmus Berg, men anføres undertiden som Bjerg |
Rasmus Bjerg (født 28. juli 1976 i Kolding) er en dansk skuespiller, komiker og til tider sanger.
Han blev uddannet skuespiller fra Statens Teaterskole i 2000 og har spillet en del teaterroller. Han blev kendt på landsdækkende tv i satireserierne P.I.S., Wulffmorgenthaler, Dolph & Wulff, samt Mr. Poxycat & Co. På film har han spillet mindre roller i Oldboys (2009) og Smukke mennesker (2010), mens han har haft større roller i filmene Alle for én (2011), Alle for to (2013), Player (2013), Alle for tre (2017), Så længe jeg lever (2018) og Danmarks sønner (2019).

## Baggrund
Rasmus Bjerg er født i Kolding, men er opvokset i et lille lokalsamfund på landet, og begge hans forældre var keramikere. Han har gået på Munkensdam Gymnasium og blev uddannet skuespiller fra Den Danske Scenekunstskole i 2000. Den 26. juli 2003 blev han gift med regissør og caster Helle Bjerg. Parret bor i Vangede nord for København med deres to døtre og to sønner.

## Karriere
Han blev uddannet på Statens Teaterskole i 2000 og medvirkede derefter i forestillingerne En spurv i tranedans (2000) Antonius og Cleopatra (2001) og Vinden i piletræerne (2002) på Det Kongelige Teater samt Ordet (2001) Kiss me, Kate (2002) Albert Speer (2003) Jesus Christ Superstar (2004) Vi bygger en røv af bulgur (2005) som han skrev og instruerede sammen med skuespillerkollega Lars Topp Thomsen. Han spillede også titelrollen i Platonov (2005) Jacques Brel-lever(2005) og Tre søstre (2007) på Aalborg Teater. Fra 2011 fast ansat på Det Kongelige Teater tilknyttet Det Røde Rum.
Han er primært kendt for sine mange små roller i tv-serierne Wulffmorgenthaler og Dolph & Wulff. Desuden medvirkede han i P.I.S. i rollen som Sebastian Dworsky. Han medvirkede også i julestuen før og efter DR's julekalender 2005, hvor havde han rollen som lågeåbneren Bruno – en rolle, han også havde som vært ved MGP i 2006, 2007 og 2008.
På Jomfru Ane Teatret opførte han sammen med Lars Topp i 2006 Forestillingen, der ikke må hedde: Vi bygger en røv af Bulgur 2.
Han kendes muligvis bedst fra rollen som Bimmer i både Wulffmorgenthaler og Dolph & Wulff: Den småperverse levemand, der ikke har andet end tropelivet og sig selv i tankerne, når han begynder på sin lille vise "Simsalabim, Bimmer han er dejlig! Simsalabim, Bimmer han er dejlig!", som han påstår er Fijis nationalmelodi.
Rasmus Bjergs store gennembrud kom med serien Mr. Poxycat & Co.
Deltog i TV 2 Radios program Wichmann & Bonuseffekten i forskellige roller bl.a. som Peter Kok fra Hvalpsund Gl. Færgekro. (2007 – 2008)
I 2005 deltog han i P3's radiotegneserieprogram Opfindelsen og Søn som figuren "Jim". En koldingdreng, der udførte samfundstjeneste hos Opfindelsen & Søn. Programmet blev sendt i 100 afsnit af ca. 10 minutters varighed.
Udover Bimmer-rollen har han spillet adskillige figurer for Wulffmorgenthaler og Dolph & Wulff, bl.a.:
- Den konstant liderlige arkæolog Loke.
- Den psykopatiske veteran Leif "Kegle" Frandsen, som er Anders Frandsens fortabte bror.
- Den krebinetspisende lydmand Rico.
- Den yderst pædagogiske (og småpsykisk syge) hippie Vincent.
- Mogens "den næsvise" Kattekilling, som var en håbløs skuespiller.
- Impresarioen Torben Asmussen, der ifølge egne ord stod bag Cartoons.

I DR2's julekalender for voksne i 2006 Jul i verdensrummet spiller Rasmus Bjerg den næstkommanderende på rumstationen Christian d. 4., Klaus Ricardo.
I 2010 var han konferencier ved Kapsejlads på Aarhus Universitet sammen med Simon Jul Jørgensen, hvilket de gentog i 2015.
Sammen med Nikolaj Lie Kaas udgav han i 2011 sangen "Fugt i Fundamentet" under navnet Nik & Ras til Zulu Comedy Galla. Sangen solgte dobbelt guld, og blev fulgt op året efter med "Hvad Der Sker Her".
Han modtog Teaterflisen i 2018.
Han har medvirket i tv-reklamer for Storebælt sammen med Esben Pretzmann i rollen som Brobisserne.

## Udvalgt filmografi

### Film
| År   | Titel                          | Rolle               | Noter       |
| ---- | ------------------------------ | ------------------- | ----------- |
| 2003 | Møgunger                       | Betjent Halding     |             |
| 2007 | Til døden os skiller           | Alf                 |             |
| 2008 | Frode og alle de andre rødder  | Vicevært            |             |
| 2008 | Flammen og Citronen            | Smalle              |             |
| 2008 | Max Pinlig                     | Carlo               |             |
| 2008 | WALL-E                         | Kaptajn B. McCrea   | Stemme      |
| 2009 | Oldboys                        | Henrik B            |             |
| 2010 | Parterapi                      | Bo                  |             |
| 2010 | Smukke mennesker               | Pornoshopindehaver  |             |
| 2011 | Alle for én                    | Timo                |             |
| 2012 | Sover Dolly på ryggen          | Laust               |             |
| 2013 | Alle for to                    | Timo                |             |
| 2013 | Player                         | Mikael Helge Hansen |             |
| 2015 | Iqbal & den hemmelige opskrift | Æselmand            |             |
| 2016 | Iqbal og superchippen          | Æselmand            |             |
| 2016 | Den magiske juleæske           |                     | Stemme      |
| 2017 | Alle for tre                   | Timo                |             |
| 2017 | Jeg er William                 |                     |             |
| 2017 | Sikke et cirkus                |                     |             |
| 2018 | Så længe jeg lever             | John Mogensen       | Hovedrollen |
| 2018 | Lykke-Per                      |                     |             |
| 2019 | Danmarks Sønner                | Martin Nordahl      |             |
| 2019 | Gooseboy                       |                     |             |
| 2019 | Kollision                      |                     |             |

### Tv-serier
| År      | Titel                            | Rolle                                        | Noter        |
| ------- | -------------------------------- | -------------------------------------------- | ------------ |
| 2001    | P.I.S. – Politiets indsatsstyrke | Sebastian Dvorsk                             | TV 2 Zulu    |
| 2005    | Wulffmorgenthaler                | Diverse småroller                            |              |
| 2005    | Dolph & Wulff                    | Diverse småroller                            |              |
| 2005    | julekalender                     | Bruno                                        | DR           |
| 2006    | Jul i verdensrummet              | Klaus Ricardo                                | DR2          |
|         | Familien Teddy                   | Mama Teddy                                   | TV2 Teddy    |
| 2008    | Mr. Poxycat & Co                 | Jørgen                                       | Hovedrolle   |
| 2009    | Livvagterne                      | Vicekriminalkommissær Kurt Birk (Lille Kurt) |              |
| 2011    | Anstalten                        | Ernst                                        |              |
| 2012    | Julestjerner                     | John                                         | Julekalender |
| 2014    | 1864                             | Oberst Møller                                |              |
| 2016    | En bid af historien              | Vært                                         | TV2          |
| 2018–nu | Hånd i Hånd                      | Parterapeut                                  |              |

### Reklamefilm
| År      | Titel                 | Rolle        | Noter |
| ------- | --------------------- | ------------ | ----- |
| 2006-07 | Lalandias tv-reklamer | Bademesteren |       |
| 2010-11 | Spar reklamerne       | Carsten      |       |

### Cirkus
- Cirkus Summarum, Cirkusdirektøren, 2009-2017